# Хохлаткина, Елена Анатольевна
Еле́на Анато́льевна Хохла́ткина (укр. Олена Анатоліївна Хохлаткіна; род. 28 января 1968, Херсонская область, Украинская ССР, СССР) — советская и украинская актриса кино и театра, народная артистка Украины (2008).

## Биография
Елена Хохлаткина родилась в 1968 году в Херсонской области. После школы училась в Херсонском культурно-просветительском училище  (мастерская А. А. Каганова), которое окончила в 1989 году.
Творческую деятельность Елена Хохлаткина начала в 1989 году на сцене Херсонского областного украинского музыкально-драматического театра, где проработала до 1999 года. В 1996 году в составе этого театраполучила звание Заслуженной артистки Украины. В 1997—1998 годах работала актрисой Русского драматического театра республики Адыгея (Майкоп).
В 2000 году актрису пригласили в состав труппы Донецкого областного академического украинского музыкально-драматического театра. В 2008 году ей присвоили звание Народной артисткой Украины. После провозглашения ДНР Елена решила уехать из Донецка, так как не поддерживает идеологию самопровозглашённой республики.
В 2015 году Елена Хохлаткина переехала в Киев и стала актрисой Национального академического драматического театра имени Ивана Франко. О переезде в Киев она высказалась так: «...когда ты меняешь место работы, то каждый раз нужно начинать сначала. И звание — то, что тебе дали где-то — воспринимается авансом. Да, народная, да, от тебя ожидают качества, но ты должен доказывать, что достоин этого звания. Я надеюсь, что у меня это получается». С 2016 года, после переезда, она начинает активно сниматься в украинских телесериалах.

## Личная жизнь
Была в браке с Виктором Петровичем Ждановым, Заслуженным артистом Украины. У них есть сын и дочь — Оксана Жданова, актриса Киевского национального театра имени Ивана Франко. Брак фактически прекратился.
Актриса владеет русским и украинским языками.

## Роли

### Театр
- «Бриллиантовый дым» И. Ильфа и Е. Петрова — Мадам Грицацуева
- «Энеида И. Котляревского — Гандзя
- «Закат» И. Бабеля — Двойра
- «Туда-сюда четыре раза (шум за сценой)» М. Фрейна — Флавия Брент, Белинда Блайар
- «Милый друг» Ги де Мопассана — мадам Вальтер
- «За двумя зайцами» М. Старицкого — Проня Прокопьевна
- «История лошади» М. Розовского (по повести Л. Толстой) — Вязопуриха, она же Матье, она же Мари
- «Восемь любящих женщин» Р. Тома — Огюстина
- «Кавказская рулетка» В. Мережко — Ганна
- «Двенадцатая ночь или Что угодно» У. Шекспира — Мария
- «В джазе только девушки» А. Аркадин-Школьник — Крошка Сью
- «Скандал в Гранд-Опера, или Найдите тенора» К. Людвига — Юлия Лёверетт
- «Боинг-Боинг[англ.]» М. Камолетти — Берта
- «Сорочинськая ярмарка» за Н. Гоголя — Хивря

Национальный драматический театр имени Ивана Франко (Киев)
- «Великие комбинаторы» — Клавдия Ивановна
- «Великие комбинаторы» — Грицацуева
- «Джельсомино в стране лжецов» Дж. Родари — Домисоль
- «Дорогая Памела» — Памела
- «Лес» — Улита
- «Очищение» С. Оксанен — Алийде Труу
- «Три товарища» — Матильда Штосс
- «Пер Гюнт» — Озе
- «Крум» — мать Крума
- «Конотопская ведьма» — ведьма Зубыха
- «Калигула» — Геликон

### Кино
- 1989 — Молодой человек из хорошей семьи (3-я серия) — эпизод
- 2016 — Забытая женщина — эпизод
- 2016 — Подкидыши
- 2017 — Беги, не оглядывайся! — Лариса, комендант общежития
- 2017 — Девушка с персиками  — Валентина, соседка
- 2017 — Женить нельзя помиловать — Катерина Станиславовна, консьерж
- 2017 — Женский доктор[укр.] (3 сезон) — Светлана Степановна, акушер
- 2017 — Ноты любви — эпизод
- 2017 — Пёс (телесериал) — Клавдия Жидких, мать Егора
- 2017 — Птичка певчая — Любовь Матвеевна, соседка
- 2018 — Верни мою жизнь — Нина
- 2018 — Выше только любовь — Кимовна
- 2017 — Жить ради любви[укр.] — санитарка
- 2018 — Кто ты? — Клава
- 2018 — Любовь под микроскопом — Клавка
- 2018 — На самой грани — Людмила
- 2018 — Ничто не случается дважды — костюмер
- 2018 — Новогодний ангел — Никифорова, врач
- 2017 — Опер по вызову[укр.] (7 и 8 серии) — хозяйка
- 2018 — Принцесса лягушка — эпизод
- 2018 — Самый лучший муж — Вера, домоработница
- 2018 — У прошлого в долгу! — директор детского дома
- 2019 — Крепостная — Лопушинская
- 2019 — Тайная любовь  — нянечка в тюрме
- 2019 — Ёлка на миллион
- 2019 — Подорожники — Валя
- 2019 — С волками жить — Тамара
- 2019 — Солнечный ноябрь[укр.]  — Наталья
- 2020 — Я работаю на кладбище[укр.] — Мать-заказчица
- 2020 — Доктор Вера[укр.] — Светлана, старшая медсестра
- 2020 — Худшая подруга[укр.] — Антонина
- 2022 — Памфир — мать Леонида

## Награды

### Государственные
- Заслуженный артист Украины (21.12.1996)[9]
- Народный артист Украины (28.02.2008)[10]

### Профессиональные
| Год  | Награда                                  | Категория                         | Работа         | Результат |
| ---- | ---------------------------------------- | --------------------------------- | -------------- | --------- |
| 2016 | Киевская пектораль                       | Лучшая женская роль второго плана | Лес            | Победа    |
| 2019 | Киевская пектораль                       | Лучшая женская роль               | Дорогая Памела | Победа    |
| 2023 | Национальная кинопремия «Золотой волчок» | Лучшая женская роль второго плана | Памфир         | Победа    |